# Гаджиев, Даниял Магомедович
Даниял Магомедович Гаджиев (род. 20 февраля 1986, Кизилюрт, Дагестанская АССР, СССР) — казахстанский профессиональный борец классического (греко-римского) стиля. Бронзовый призёр лондонской олимпиады. Заслуженный мастер спорта Республики Казахстан. Тренер Абдулхаликов Ибрагим Ризманович.

## Биография
Родился в Дагестане. По национальности – аварец. Занимался вольной борьбой в ДЮСШ № 1 города Кизилюрт. Первый тренер Курбанов Н. Б..
С 2001 года начал заниматься греко-римской борьбой в городе Тверь. Чемпион России среди молодежи до 23 лет.
В январе 2011 года под флагом России выступал на турнире Иван Поддубный. С того же 2011 года выступает за сборную Казахстана. Тренируется в спортивной школе имени Д.Турлыханова (тренер — Турлыханов Марат Болатович). Победитель азиатского лицензионного Олимпийского турнира. 2 место на гран-при «Вэхби Эмре» 2012 года (Турция). Победитель международного турнира памяти академика М. Сапарбаева 2012. Призёр чемпионата Казахстана (серебро), победитель чемпионата Казахстана 2016 и 2017 года. 
Призёр международного турнира Гиви Картозия  в Грузии Бронза.
Выступает за Алматы.

## Достижения
- Бронзовый призёр Олимпиады — 2012 в Лондоне
- Чемпион Казахстана — 2016 и 2017 года.